# Dörentrup
Dörentrup (dolnoniem. Doierntrup) – miejscowość i gmina w zachodnich Niemczech, w kraju związkowym Nadrenia Północna-Westfalia, w rejencji Detmold, w powiecie Lippe.